# Leucochrysa (Leucochrysa) benoisti
Leucochrysa (Leucochrysa) benoisti is een insect uit de familie van de gaasvliegen (Chrysopidae), die tot de orde netvleugeligen (Neuroptera) behoort. 
Leucochrysa (Leucochrysa) benoisti is voor het eerst wetenschappelijk beschreven door Navás in 1933.